# Israël op het Eurovisiesongfestival 1982
Israël deed mee aan het Eurovisiesongfestival 1982 in Harrogate, het Verenigd Koninkrijk. De Israëlische kandidaat werd gezocht via Kdam Eurovision. IBA was verantwoordelijk voor de Israëlische bijdrage voor de editie van 1982.

## Selectieprocedure
Het Kdam 1982 werd door de Israëlische omroep IBA georganiseerd om hun inzending voor het Eurovisiesongfestival van 1982 te Harrogate te selecteren. Het vond plaats op 2 april in het Jeruzalem Theater in diezelfde stad en werd gepresenteerd door Daniel Peer.
Dit festival was de grote doorbraak voor Yardena Arazi als solozangeres, na het uit elkaar gaan van het trio Chocolad Menta Mastik. Ze zou tot het eind van de jaren 80 tot de meest populaire zangeressen van het land horen. Izhar Cohen, waarvan men jarenlang weinig gehoord had omdat hij te kampen had gekregen met een depressies, deed weer voor het eerst mee na zijn overwinning van 1978, maar werd slechts zevende. De derde plaats ging naar de vrolijke Izolirband, die toch nog relatief onbekend bleef en pas aan het einde van de jaren tachtig doorbrak. Ook Tzvika Pik, die tot de dag van vandaag pogingen blijft doen om zijn land internationaal te mogen vertegenwoordigen, was in dit jaar al van de partij.

#### Uitslag
| Plaats | Artiest        | Lied             | Punten |
| ------ | -------------- | ---------------- | ------ |
| 1      | Avi Toledano   | Hora             | 72     |
| 2      | Yardena Arazi  | Musica nisheret  | 67     |
| 3      | Izolirband     | Melody           | 61     |
| 4      | Sasi Keshet    | Himalaya         | 46     |
| 5      | Hahim Va'ahiot | Romeo and Juliet | 38     |
| 6      | Tzvika Pik     | Romantica        | 36     |
| 7      | Izhar Cohen    | El haor          | 31     |
| 8      | Yoav Shemer    | Mangina leolam   | 14     |
| 9      | Yigal Bashan   | Ze harega        | 13     |
| 10     | Chaim Tzadok   | Korim la a'hava  | 13     |
| 11     | Kesem          | Bumerang         | 11     |
| 12     | Sexta          | Ken velo         | 4      |

## In Harrogate
De overwinning ging naar Avi Toledano met het liedje Hora. Dit gaf nog wat opschudding in Harrogate omdat die titel in sommige Scandinavische talen letterlijk hoer betekent. 
In Harrogate trad Israël als vijftiende van achttien landen aan, na Joegoslavië en voor Nederland. Het land behaalde een 2de plaats, met 100 punten.
Men ontving 2 maal het maximum van de punten.
België had 7 punten over voor het lied, Nederland gaf 8 punten.

### Gekregen punten

#### Finale
| 12 punten             | 10 punten                                     | 8 punten      | 7 punten              | 6 punten                                       |
| --------------------- | --------------------------------------------- | ------------- | --------------------- | ---------------------------------------------- |
| - Duitsland - Finland | - Luxemburg - Portugal - Zweden - Zwitserland | - Nederland   | - België - Oostenrijk | - Spanje                                       |
| 5 punten              | 4 punten                                      | 3 punten      | 2 punten              | 1 punt                                         |
|                       |                                               | - Joegoslavië | - Cyprus              | - Denemarken - Noorwegen - Verenigd Koninkrijk |

### Punten gegeven door Israël

#### Finale
Punten gegeven in de finale:
| 12 punten | Duitsland           |
| 10 punten | Zwitserland         |
| 8 punten  | Spanje              |
| 7 punten  | Cyprus              |
| 6 punten  | België              |
| 5 punten  | Luxemburg           |
| 4 punten  | Oostenrijk          |
| 3 punten  | Ierland             |
| 2 punten  | Verenigd Koninkrijk |
| 1 punt    | Portugal            |

1973 · 1974 · 1975 · 1976 · 1977 · 1978 · 1979 · 1980 · 1981 · 1982 · 1983 · 1984 · 1985 · 1986 · 1987 · 1988 · 1989 · 1990 · 1991 · 1992 · 1993 · 1994 · 1995 · 1996-1997 · 1998 · 1999 · 2000 · 2001 · 2002 · 2003 · 2004 · 2005 · 2006 · 2007 · 2008 · 2009 · 2010 · 2011 · 2012 · 2013 · 2014 · 2015 · 2016 · 2017 · 2018 · 2019 · 2020 · 2021 · 2022 · 2023 · 2024 · 2025